# Sociale innovatie
Sociale innovatie is sociale vernieuwing waarmee van sociale behoeften op een betere manier worden vervuld dan met bestaande oplossingen. Het kan een reactie zijn op technologische vernieuwing. Het begrip wordt ook op andere manieren gebruikt, bijvoorbeeld om vernieuwingsprocessen op het gebied van samenwerking te beschrijven in bedrijven, gericht op verbetering van de productie, bij overheden en elders in de samenleving om sociale cohesie of dynamiek te bevorderen.  

## Definitie
Er is geen algemeen aanvaarde en sluitende definitie van sociale innovatie. De Nederlandse Adviesraad voor wetenschap, technologie en innovatie (AWTI) beschouwt sociale innovatie als 'een verzamelnaam voor hedendaagse initiatieven van mensen en organisaties gericht op innovatieve oplossingen voor maatschappelijke vraagstukken'. De Vlaamse Sociale Innovatiefabriek geeft als omschrijving: 'een innovatieve oplossing op een maatschappelijk belangrijke uitdaging, die resulteert in een product, dienst, organisatiemodel en/of methode' Deze definities zijn verwant met die van de EU uit 2013: 'de ontwikkeling en implementatie van nieuwe ideeën (producten, diensten en modellen) die aansluiten bij maatschappelijke behoeften en nieuwe sociale relaties en samenwerkingsverbanden creëren'. Het Nederlands Centrum voor Sociale innovatie (NCSI) gaf samen met vertegenwoordigers uit het bedrijfsleven de volgende definitie: 'een vernieuwing in de arbeidsorganisatie en in arbeidsrelaties die leidt tot verbeterde prestaties van de organisatie en ontplooiing van talenten'. In het verlengde daarvan zien de onderzoekers Henk Volberda (Universiteit van Amsterdam) en Frans Van den Bosch (Erasmus Universiteit Rotterdam) sociale innovatie als het 'samenspel tussen het ontwikkelen van nieuwe managementvaardigheden (dynamisch managen), het hanteren van innovatieve organisatieprincipes (flexibel organiseren), en het realiseren van hoogwaardige arbeidsvormen (slimmer werken) om het concurrentievermogen en de productiviteit te verbeteren'.

## Achtergrond
Er zijn verschillende oorzaken te noemen voor de grote belangstelling voor sociale innovatie aan het eind van de twintigste en het begin van de eenentwintigste eeuw. Technologische ontwikkelingen (zoals internet en robotisering) vroegen en vragen om nieuwe organisaties en verdienmodellen. Technologische vernieuwing wordt vaak niet geaccepteerd als er geen aandacht voor de sociale dimensie ervan is. Er zijn aanwijzingen dat succes of de arbeidsproductiviteit van bedrijven voor een klein deel wordt bepaald door R&D-investeringen en voor het overgrote deel door factoren op het gebied van mens en organisatie. Meer flexibele vormen van management en grotere participatie van uiteenlopende betrokkenen zouden gewenst. Dergelijke sociaal innovatieve organisaties zouden namelijk beter in staat zijn om technische innovaties toe te passen en beter kunnen reageren op veranderingen in de omgeving dan traditionele organisaties..
Door veel overheden wordt daarom aandacht besteed aan sociale innovatie. De Europese Commissie heeft bijvoorbeeld het project 'Social innovation Initiative for Europe (SIE)' opgezet.

## Kenmerken
Organisaties die als sociaal innovatief worden gezien hebben ten minste een van de volgende kenmerken:
- Dynamisch management: er wordt een groot beroep gedaan op de eigen verantwoordelijkheid van de medewerkers of andere uitvoerders; dit gaat gepaard met veel interactie en zou motivatie, creativiteit en ondernemerschap van de betrokkenen stimuleren;
- 'Slimmer werken': er wordt geprobeerd medewerkers of andere uitvoerenden dat te laten doen waar ze goed in zijn. Dit zou de ontwikkeling van hun talenten stimuleren en het gevoel van verantwoordelijkheid vergroten;
- Flexibele organisatie: er wordt zoveel mogelijk gebruik gemaakt van de binnen de organisatie aanwezige kennis en kunde; dit leidt tot teams van mensen met uiteenlopende competenties binnen de organisatie.
- Co-creatie: er wordt samengewerkt met externe partijen, zoals consumenten, bedrijven, overheden en/of kennisinstellingen.

## Sociale innovatie in de praktijk
Voorbeelden van sociale innovaties zijn:
- organisaties waarin medewerkers gelijktijdig hun eigen werkgever zijn;
- organisaties waarin medewerkers in zelforganiserende / zelfsturende teams werken;
- coöperaties waarin zelfstandigen of burgers samenwerken en producten en/of diensten ontwikkelen;
- campussen en bedrijfsverzamelgebouwen ('broedplaatsen') waarin medewerkers van verschillende organisaties elkaar treffen en over organisatiegrenzen heen producten/diensten ontwikkelen.
- samenwerkingsverbanden van organisaties (bedrijven, overheden, scholen, NGO's e.a.) die samen een product of dienst ontwikkelen, uitgaande van gedeeld maatschappelijk doel.

## Kennisbank Sociale Innovatie
De Kennisbank Sociale Innovatie (KSI) is een open-acces, non-profit kennisbank met artikelen en praktijkvoorbeelden over sociale innovatie, beheerd door TNO. De KSI is in 2012 opgericht en de opvolger van de kennisbank van het Nederlands Centrum voor Sociale Innovatie (NCSI). KSI richt zich op sociale partners, beleidsmakers, managers en onderzoekers.